# Dillenia turbinata
Dillenia turbinata är en tvåhjärtbladig växtart som beskrevs av Achille Eugène Finet och Gagnep. Dillenia turbinata ingår i släktet Dillenia och familjen Dilleniaceae. Inga underarter finns listade i Catalogue of Life.